# Kanton Blain
Der Kanton Blain (bretonisch Kanton Blaen) ist seit 1790 ein französischer Wahlkreis in den Arrondissements Châteaubriant-Ancenis, Nantes und Saint-Nazaire, im Département Loire-Atlantique und in der Region Pays de la Loire; sein Hauptort ist Blain.

## Geschichte
Der Kanton entstand 1790. Von 1790 bis 2015 gehörten fünf Gemeinden zum Kanton Blain. Mit der Neuordnung der Kantone in Frankreich stieg die Zahl der Gemeinden 2015 auf 14. Von den fünf bisherigen Gemeinden wechselte Fay-de-Bretagne zum Kanton La Chapelle-sur-Erdre und Notre-Dame-des-Landes zum Kanton Nort-sur-Erdre. Zu den verbleibenden drei Gemeinden des alten Kantons Blain kamen alle acht Gemeinden des bisherigen Kantons Savenay und drei der fünf Gemeinden des Kantons Saint-Étienne-de-Montluc hinzu.

## Lage
Der Kanton liegt im Westen des Départements Loire-Atlantique.

## Gemeinden
Der Kanton besteht aus 14 Gemeinden mit insgesamt 56.395 Einwohnern (Stand: 1. Januar 2022) auf einer Gesamtfläche von 509,18 km²:
| Gemeinde                 | Gallo               | Bretonisch            | Einwohner (2022) | Fläche (km²) | Code postal | Code Insee | Arrondissement        |
| ------------------------ | ------------------- | --------------------- | ---------------- | ------------ | ----------- | ---------- | --------------------- |
| Blain                    | Blaen               | Blaen                 | 10.352           | 101,72       | 44130       | 44015      | Châteaubriant-Ancenis |
| Bouée                    | Bóey                | Bozeg                 | 1.100            | 21,29        | 44260       | 44019      | Saint-Nazaire         |
| Bouvron                  | Bouvron             | Bolvronn              | 3.067            | 47,63        | 44130       | 44023      | Châteaubriant-Ancenis |
| Campbon                  | Caunbon             | Kambon                | 4.031            | 49,82        | 44750       | 44025      | Saint-Nazaire         |
| Cordemais                | Cordemaè            | Kordevez              | 3954             | 37,2         | 44360       | 44045      | Nantes                |
| La Chapelle-Launay       | La Chapèll-L'Aunaèy | Chapel-ar-Wern        | 3.246            | 24,82        | 44260       | 44033      | Saint-Nazaire         |
| Lavau-sur-Loire          | Lavau               | Gwal-Liger            | 769              | 16,22        | 44260       | 44080      | Saint-Nazaire         |
| Le Gâvre                 | Le Gavr             | Gavr                  | 1.880            | 53,58        | 44130       | 44062      | Châteaubriant-Ancenis |
| Le Temple-de-Bretagne    | Le Tanpl            | Templ-Breizh          | 2005             | 1,6          | 44360       | 44203      | Nantes                |
| Malville                 | Malvill             | Kerwall               | 3.689            | 31,24        | 44260       | 44089      | Saint-Nazaire         |
| Prinquiau                | Prenqèu             | Prevenkel             | 3.557            | 22,82        | 44260       | 44137      | Saint-Nazaire         |
| Quilly                   | Qilic               | Killig                | 1.541            | 17,67        | 44750       | 44139      | Saint-Nazaire         |
| Saint-Étienne-de-Montluc | Saent-Estienn       | Sant-Stefan-Brengoloù | 7739             | 57,57        | 44360       | 44158      | Nantes                |
| Savenay                  | Savenaè             | Savenneg              | 9.465            | 26           | 44260       | 44195      | Saint-Nazaire         |
| Kanton Blain             | Blaen               | Blaen                 | 56.395           | 509,18       | -           | 4403       | -                     |

Der alte Kanton Blain umfasste fünf Gemeinden auf einer Fläche von 305,14 km². Diese waren: Blain (Hauptort), Bouvron, Fay-de-Bretagne, Le Gâvre und Notre-Dame-des-Landes.

### Bevölkerungsentwicklung
| 1962   | 1968   | 1975   | 1982   | 1990   | 1999   | 2006   | 2013   |
| ------ | ------ | ------ | ------ | ------ | ------ | ------ | ------ |
| 12.763 | 13.869 | 16.353 | 18.581 | 19.487 | 19.993 | 17.091 | 19.736 |

## Politik
Im 1. Wahlgang am 22. März 2015 erreichte keines der fünf Wahlpaare die absolute Mehrheit. Bei der Stichwahl am 29. März 2015 gewann das Gespann Claire Tramier (EELV)/Marcel Verger (PS) gegen Jean-Michel Buf/Marie-Odile Vanneraud (Union de la Droite) mit einem Stimmenanteil von 51,6 % (Wahlbeteiligung:47,62 %).
Seit 1945 hatte der Kanton folgende Abgeordnete im Rat des Départements:
| Vertreter im conseil général des Départements | Vertreter im conseil général des Départements | Vertreter im conseil général des Départements |
| Amtszeit                                      | Name                                          | Partei                                        |
| --------------------------------------------- | --------------------------------------------- | --------------------------------------------- |
| 1945–1949                                     | unbekannt                                     |                                               |
| 1949–1961                                     | Patrice Walsh de Serrant                      | RPF, dann DVD                                 |
| 1961–1967                                     | M. Garnier                                    | DVG                                           |
| 1967–1992                                     | Jean Hervy                                    | DVD                                           |
| 1992–1998                                     | René Bernard                                  | DVD                                           |
| 1998–2004                                     | Gilles Heurtin                                | DVD                                           |
| 2004–2015                                     | Marcel Verger                                 | PS                                            |
| 2015–                                         | Claire Tramier Marcel Verger                  | EELV PS                                       |